# Zeskieuwige doornroggen
Zeskieuwige doornroggen zijn roggen uit de familie Hexatrygonidae. Zowel de familie als het geslacht zijn monotypisch. Met andere woorden, er is slechts één geslacht en maar één soort Hexatrygon bickelli. Er zijn diverse variëteiten (ondersoorten) beschreven. De soort werd pas in 1980 voor de wetenschap beschreven.

## Kenmerken
Deze rog is van boven bruin tot donker violet gekleurd en van onderen wit. Opvallend aan deze rog is de lange snuit. De zeskieuwige doornrog heeft zes kieuwspleten en kan maximaal 143 cm lang worden.

## Verspreiding en leefgebied
Deze roggen blijken voor te komen in een groot gebied op het continentaal plat bij Zuid-Afrika, bij Japan, Australië en Hawaï op een diepte tussen de 350 en 1100 m onder het wateroppervlak.

## Taxonomie[2]
- Familie: Hexatrygonidae (Zeskieuwige doornroggen)
  -  Geslacht: Hexatrygon
    -  Soort: Hexatrygon bickelli (Heemstra & Smith, 1980)